# Leucoagaricus irinellus
Leucoagaricus irinellus är en svampart som beskrevs av Chalange 1999. Leucoagaricus irinellus ingår i släktet Leucoagaricus och familjen Agaricaceae.   Inga underarter finns listade i Catalogue of Life.